# Harold Norse
Harold Norse est un écrivain américain né le 6 juillet 1916 à New York et mort le 8 juin 2009 à San Francisco.

## Biographie
Harold Norse vécut hors des États-Unis de 1954 à 1969, d'abord en Italie jusqu'en 1959 où il découvrit la pratique de la méditation bouddhiste. Il séjourna au Beat Hotel, rue Gît-le-Cœur à Paris avec d'autres membres de la Beat Generation comme Allen Ginsberg, William Burroughs ou Gregory Corso, il expérimente alors la technique du cut-up. Il retourne s'installer aux États-Unis en 1969, à San Francisco, où il prend part aux revendications pour les droits civiques des homosexuels.

## Publications
- The Undersea Mountain, Swallow Press, Denver (Colorado), 1953
- Karma Circuit, Nothing Doing in London, Londres, 1966
- The Dancing Beasts, Macmillan & Co., New York, 1962
- Hotel Nirvana: Selected Poems, 1953-1973, City Lights, San Francisco, 1974
- I See America Daily, Mother's Hen, Berkeley 1974
- Carnivorous Saint: Gay Poems, 1941-1976, Gay Sunshine, San Francisco 1977
- Mysteries of Magritte, Atticus, San Diego, 1984
- The Love Poems (1940-1985), Crossing Press, Trumansburg, New York, 1986
- Memoirs of a Bastard Angel, William Morrow and Company, New York, 1989
- The American Idiom: A Correspondence, with William Carlos Williams, San Francisco: Bright Tyger Press, 1990
- Fly like a bat out of hell : the letters of Harold Norse and Charles Bukowski, Thunder's Mouth Press, New York, 2002
- In the Hub of the Fiery Force, Collected Poems of Harold Norse 1934-2003, Thunder's Mouth Press, New York, 2003

### Traductions en français
- Mémoires d'un ange bâtard, 50 ans de vie littéraire et érotique., éditions du Rocher, 1991